# Покачивание зажигалками

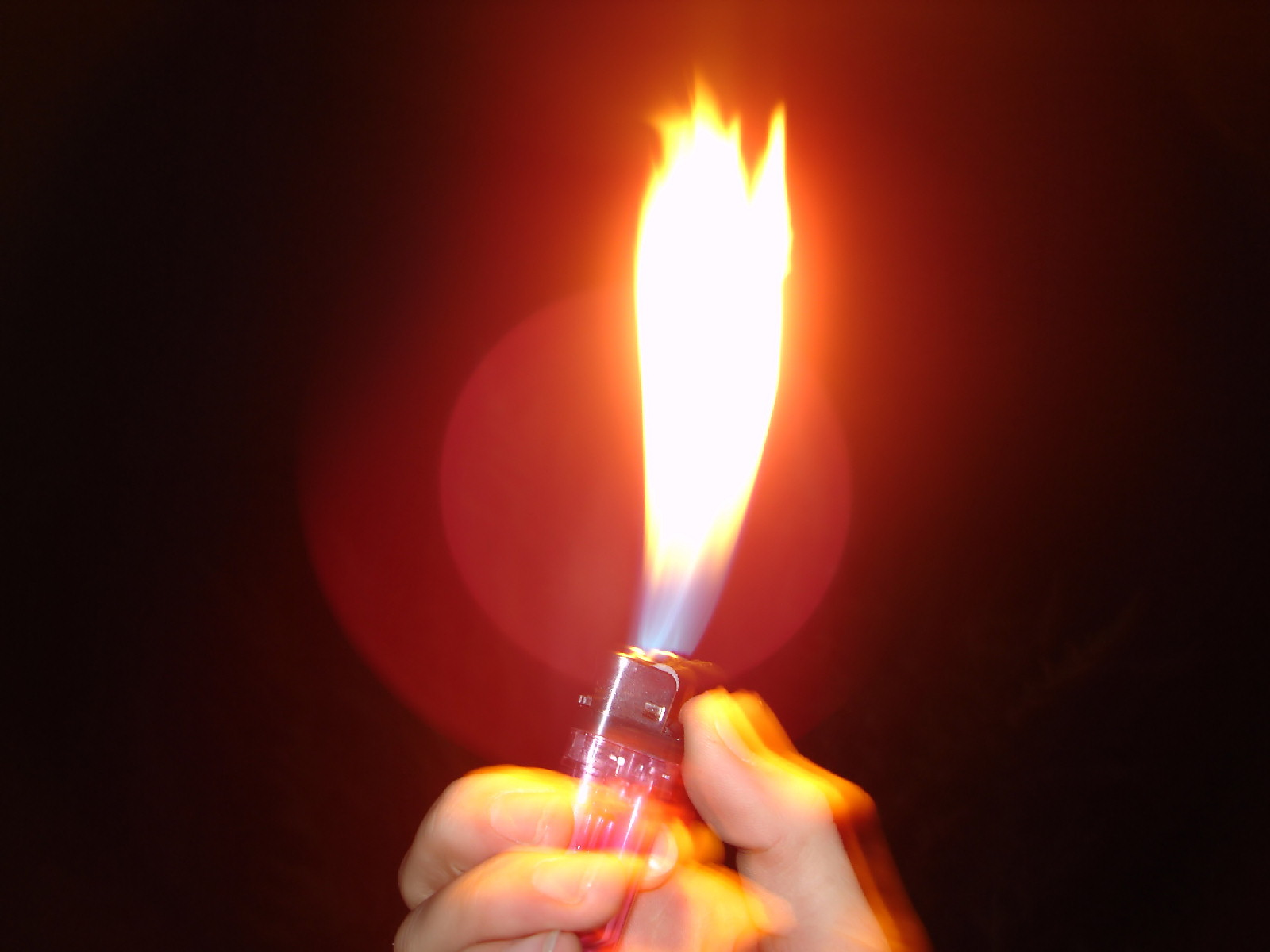
Покачивание зажигалками

Покачивание зажигалками (lighter waving — от англ. lighter — зажигалка и wave — махать) — феномен массовых мероприятий (особенно музыкальных концертов), когда зрители достают зажигалки, включают их и начинают качать ими над головой из стороны в сторону. Чаще всего это происходит во время исполнения медленных песен. Таким образом люди поддерживают исполнителей и выражают свою общность с происходящим. Вместо зажигалок могут использоваться экраны или фонарики мобильных телефонов и любые другие светящиеся предметы.

## История
Начало традиции связывают с именем фолк-певицы Мелани. Перед её выступлением на рок-фестивале Вудсток в 1969 году пошел сильный дождь, но она не испугалась и вышла на сцену. Чтобы поддержать девушку, зрители подняли в воздух свечи и зажигалки. Это зрелище вдохновило молодую певицу на песню «Lay Down (Candles in the Rain)».
Вскоре после выступления Мелани музыканты начали специально просить зрителей доставать зажигалки или спички. Так сделали конферансье на концерте группы Джона Леннона и Йоко Оно «Plastic Ono Band» в 1969 году («Get your matches ready») и певец Леонард Коэн на фестивале «The Isle of Wight» в 1970 году. Первыми массовыми мероприятиями, на которых зрители качали спичками и зажигалками, также считаются концерт Нила Даймонда в 1972 году и мировое турне Боба Дилана с группой «The Band» в 1974 году.
В 2000-х годах появились ограничения на курение и перевозку зажигалок во время полетов и в то же время получили широкое распространение мобильные телефоны, и зрители стали чаще использовать их светящиеся экраны вместо зажигалок.

## Влияние
Поскольку явление стало неотъемлемой частью массовых мероприятий, некоторые бренды решили использовать его как площадку для собственного продвижения. Например, на концерте группы «Торба-на-Круче» в Нижнем Новгороде компания «МегаФон» раздала зрителям фонарики зеленого цвета, ассоциирующиеся с мобильным оператором. Этими фонариками люди активно размахивали во время мероприятия.
На выступлении в финале конкурса «X Factor» группа «Coldplay» остановила свой выбор на инновационных радиоуправляемых браслетах со своим логотипом. Такие браслеты включались в определенный момент концерта и светились разными цветами в течение четырех песен.
Производитель зажигалок «Zippo» же решил напомнить пользователям мобильных телефонов, как здорово пользоваться зажигалками на концертах. Для этого компания выпустила бесплатное приложение для iOS и Android, имитирующее зажигалку. Изначально зажигалка закрыта, её можно открыть и зажечь, услышав характерный звук. Если же раскачивать телефон из стороны в сторону, пламя двигается. Приложение стало частью крупной интегрированной кампании «Zippo».
Эту идею подхватили и другие компании-разработчики. Сейчас в сети можно найти более десятка подобных приложений.

## Критика

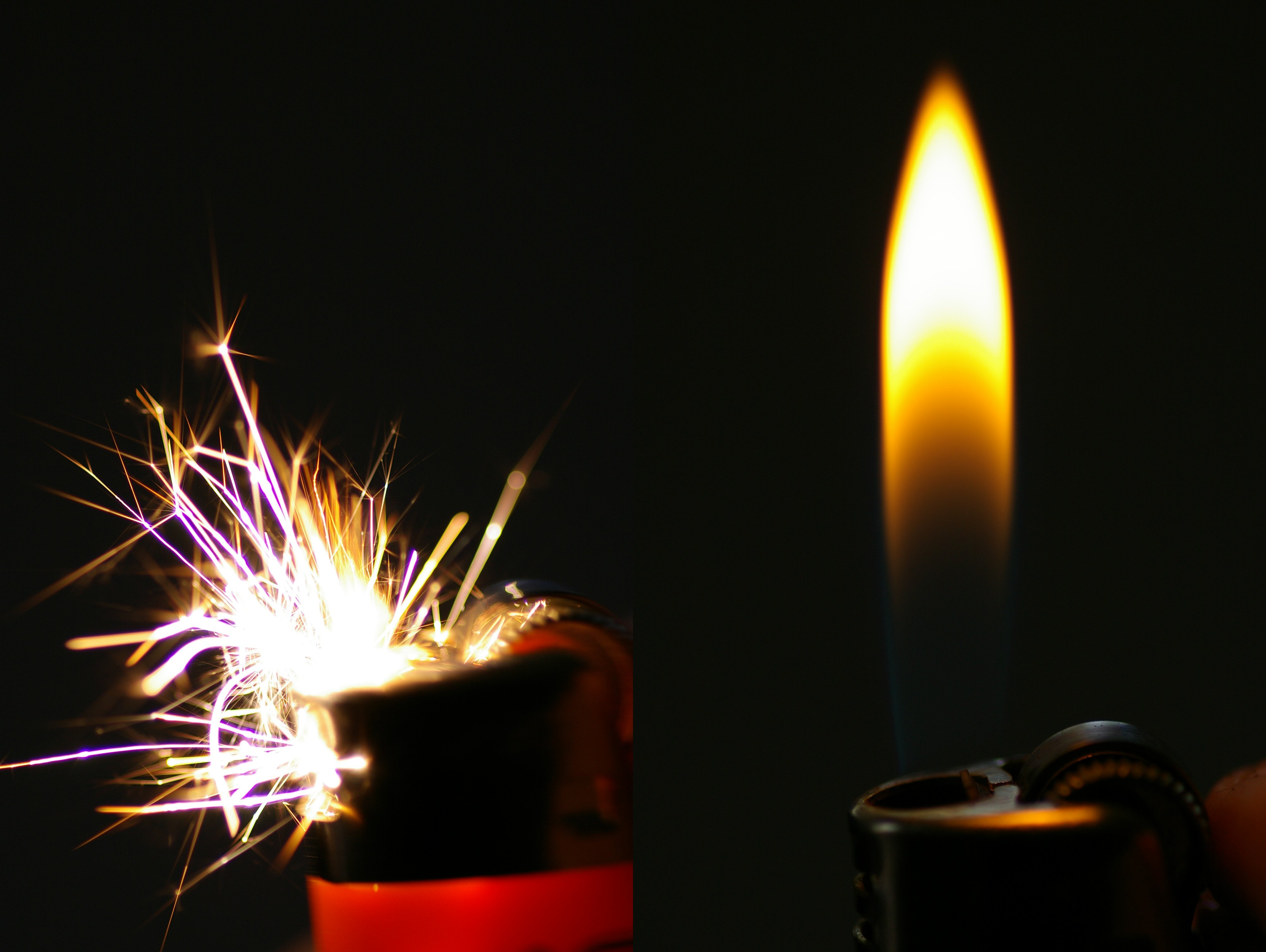
Искры и пламя зажигалки

Несмотря на то что мобильные телефоны пожаробезопасны и фигурируют на массовых мероприятиях уже более десяти лет, многие не считают эти устройства полноценной заменой зажигалкам.
Журналисты газеты «OC Weekly» включили использование мобильных телефонов вместо зажигалок в топ-10 действий, которые стоит избегать на концертах. «Свет от экрана iPhone или Galaxy… — это не то же самое, что маленькие огоньки прошлого. Если у вас есть зажигалка, машите ею. Если у вас есть смартфон, оставьте его в кармане. Иначе вы будете выглядеть нелепо», — пишут они в своем блоге.
Некоторые музыканты (например, солист группы «Foo Fighters») открыто говорят о том, что им было бы приятнее видеть зажигалки, как в прежние времена, а не экраны мобильных телефонов. Другие же и вовсе накладывают запрет на любое использование устройств, способных записывать звук. Нарушителей запрета ждут ответные меры вплоть до конфискации телефона. Подобные ограничения уже установили такие артисты, как Принс, Бьорк и «The Black Crowes».

## В массовой культуре

### Реклама
В рекламном ролике «The Lighter» 2002 года «Heineken» показал свою версию появления феномена. На музыкальном концерте мужчина ставит на пол бутылку пива. К следующей песне в зале гасят свет. Он пытается найти бутылку, но не видит её в темноте, поэтому включает зажигалку, чтобы осветить пространство. Когда мужчина поднимается, он видит, что все зрители машут зажигалками в такт песне.

### Кино
Фарти и Саймон, неудачливые герои фильма «Премия Дарвина», пытаются попасть на концерт группы «Metallica». В результате одной из попыток Саймон погибает, а Фарти получает травмы. Музыканты сажают выжившего парня за сцену и исполняют для публики песню в честь «безвременно ушедшего друга». Счастливый Фарти включает зажигалку и начинает качать ею, хотя рядом стоит ящик с надписью «Сценическая пиротехника. Взрывоопасно».

### Сериалы
В сериале «Хор», когда Курт Хаммел и Блейн Андерсон исполяняют песню «Candles» рок-группы «Hey Monday», зрители качают искусственными свечами.
В сериале «Большой ремонт» на телешоу Тима «Время инструментов» (Tool Time) приходят рабочие компании «K&B Construction». Они используют свои рабочие инструменты в качестве музыкальных, а Тим, Эл и Лиза поддерживают выступающих, качая кухонными зажигалками.
В сериале «Как я встретил Вашу маму» Маршалл исполняет песню о Барни, только что получившем пощечину. Тед и Робин качают зажигалками в такт мелодии.

### Музыка

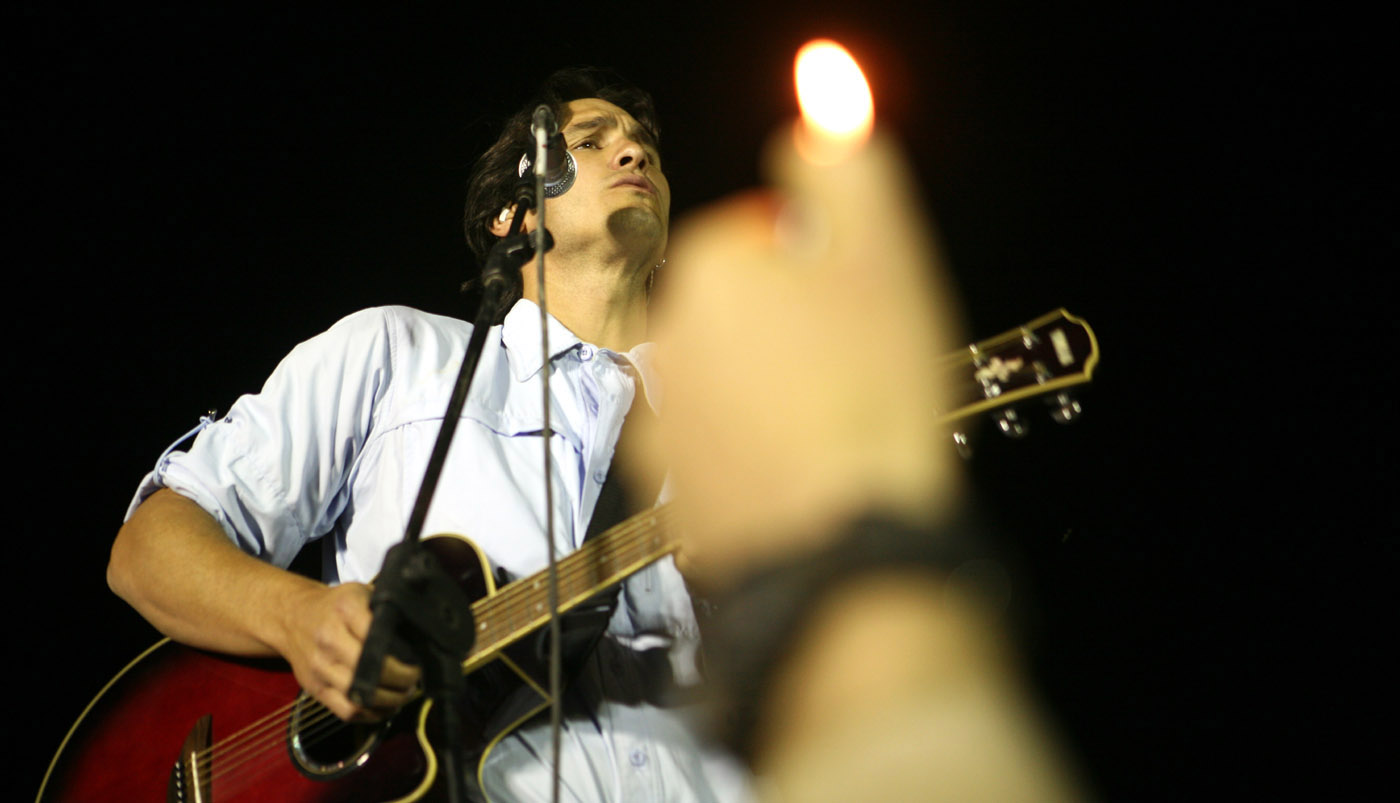
Покачивание зажигалками на концерте Джо Николса

В песне «Barefoot Blue Jean Night» Джейк Оуэн сравнивает жизнь себя и друзей с происходящим на концерте: «Не собираясь взрослеть, не собираясь успокаиваться, мы светились, как зажигалки в темноте посреди рок-концерта» («Never gonna grow up / Never gonna slow down / We were shining like lighters in the dark in the middle of a rock show»).
В песне «Rock Show» группа «Halestorm» передает атмосферу рок-концерта, в том числе поднятые вверх зажигалки: «Все эти зажигалки выглядят как звёзды. Пой, почувствуй ритм, прокатись на руках толпы!» («All the lighters looking just like stars / Sing along, feel the sound / Take a ride on the hands of the crowd»).
На концертах группы «Алиса» долгое время существовал ритуал — во время исполнения песни «Спокойная ночь» (кавер-версия песни группы «Кино») поклонники обоих групп доставали зажигалки и покачивали ими в такт вокала Константина Кинчева.
Зачастую музыканты на концертах сами просят зрителей поднять вверх зажигалки или мобильные телефоны. Так сделали, например, такие группы, как «One Direction», «U2» («чтобы создать тем самым подобие Млечного пути в честь тех, кто борется, и тех, кто погиб, защищая свои идеалы»), «Styx» и «Би-2».

### Комиксы
В одном из выпусков комикса «Baby Blues» Дэррил и Вэнда идут на концерт группы «Crosby, Stills & Nash». Во время песни «Teach Your Children» все вокруг достают зажигалки и начинают качать ими. Вэнда просит Дэррила найти что-нибудь светящееся. Но у них нет ни зажигалки, ни мобильного телефона. И Дэррил поднимает вверх фото их дочери Зои.

### Мультфильмы
В эпизоде «Band Geeks» мультсериала «Губка Боб Квадратные Штаны» во время победного выступления группы главного героя трибуны полны мерцающих огоньков.
В эпизоде «Барт продает свою душу» мультсериала «Симпсоны» Барт подменяет церковный гимн на текст песни «In the Garden of Eden». Прихожане оживленно поют и в конце даже поднимают свечи.
В одном из эпизодов мультсериала «Футурама» Фрай, Лила и Бендер попадают на концерт группы «The Beastie Boys». Во время выступления Фрай и еще несколько пришельцев начинают размахивать светящимися образованиями, похожими на «удочки» глубоководных удильщиков.